# Flashlight (Jessie J)
Flashlight è un singolo della cantante britannica Jessie J, pubblicato il 23 aprile 2015 come primo estratto dalla colonna sonora del film Pitch Perfect 2.

## Video musicale
Il video musicale, diretto da Hannah Lux Davis, è stato reso disponibile il 23 aprile 2015.

## Tracce
Download digitale
1. Flashlight – 3:29

## Classifiche

### Classifiche settimanali
| Classifica (2015) | Posizione massima |
| ----------------- | ----------------- |
| Australia         | 2                 |
| Austria           | 37                |
| Canada            | 57                |
| Francia           | 86                |
| Germania          | 38                |
| Irlanda           | 31                |
| Italia            | 89                |
| Norvegia          | 29                |
| Nuova Zelanda     | 7                 |
| Paesi Bassi       | 55                |
| Regno Unito       | 13                |
| Repubblica Ceca   | 31                |
| Stati Uniti       | 61                |
| Svezia            | 54                |
| Svizzera          | 28                |

### Classifiche di fine anno
| Classifica (2015) | Posizione |
| ----------------- | --------- |
| Australia         | 40        |